# Aiphanes acaulis
Aiphanes acaulis är en enhjärtbladig växtart som beskrevs av Gloria A. Galeano och Rodrigo Bernal. Aiphanes acaulis ingår i släktet Aiphanes och familjen Arecaceae. Inga underarter finns listade i Catalogue of Life.